# Оболенський Володимир Миколайович
Володи́мир Микола́йович Оболе́нський (рос. Владимир Николаевич Оболенский; 24 липня 1865, Вісбаден, Німецька імперія — 24 жовтня 1927, Париж, Французька республіка) — російський князь (31-е коліно від Рюрика). Генерал-майор почту російського імператора (від 26 серпня 1912 року).

## Біографічні відомості
Син Миколи Миколайовича Оболенського (1833—1898), який був командиром лейб-гвардії Преображенського полку (1876), генерал-майором почту Його Величності (1878). Мав брата Олександра, який у 1910—1914 роках був рязанським губернатором, сестер Марію та Єлизавету.

## Нагороди
- 1902 — орден Святої Анни третього ступеня
- 1905 — орден Святого Станіслава другого ступеня
- 1908 — орден Святої Анни другого ступеня
- 1911 — орден Святого Володимира четвертого ступеня
- 1913 — орден Святого Володимира третього ступеня